# Jeßnitz (Raguhn-Jeßnitz)
Jeßnitz è una frazione del comune tedesco di Raguhn-Jeßnitz, nel land della Sassonia-Anhalt.
Fino al 31 dicembre 2009 ha costituito un comune autonomo con status di città. Dopo tale data Jeßnitz è stata unita alla città di Raguhn e ad altri comuni nella nuova città di Raguhn-Jeßnitz.